# Gnaphosa mongolica
Gnaphosa mongolica är en spindelart som beskrevs av Simon 1895. Gnaphosa mongolica ingår i släktet Gnaphosa och familjen plattbuksspindlar. Inga underarter finns listade i Catalogue of Life.